# ブリタニア列王史

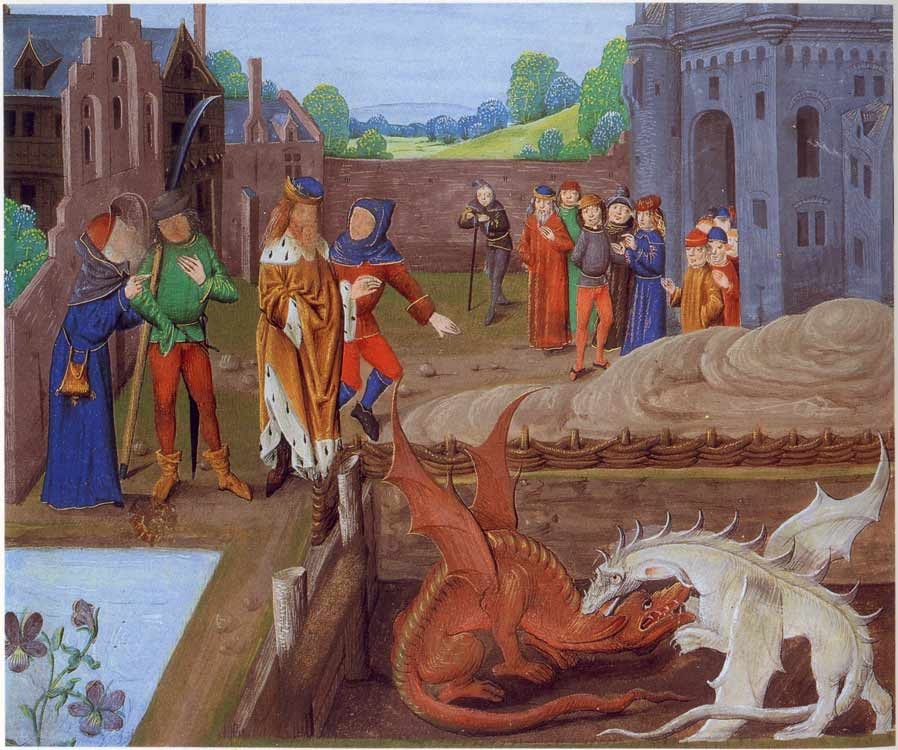
2匹のドラゴンの闘いを見るブリトン人の王ヴォーティガンとアンブロシウス。15世紀写本ブリタニア列王史より。

『ブリタニア列王史』（ブリタニアれつおうし、ブリタニア列王伝、ラテン語: Historia Regum Britanniae）は、1136年頃にジェフリー・オブ・モンマスがラテン語で書いたブリテン（グレートブリテン島）に関する偽史書。ホメーロスの『イーリアス』に登場するトロイア人たちの子孫がブリテン国家を建設するところから、7世紀のアングロ・サクソン人によるブリテン支配までの、2000年間のブリトン人王たちの生涯を年代順に物語っている。「アーサー王物語」など「ブルターニュもの」の核となっている。
歴史書としての独立した価値はない。ガイウス・ユリウス・カエサル率いる共和政ローマ軍によるブリタンニア侵攻などを描いた部分は、その時代の歴史で補強することも可能だが、ジェフリーの記録は甚だ不正確である。しかし、中世文学としての価値はある。レイア（リア王）と3人の娘たちの話のわかっている限りで最古のヴァージョンがこれに含まれ、また、非ウェールズ語圏にアーサー王伝説を紹介した。

## 材源
ジェフリーは『ブリタニア列王史』を、オックスフォード助祭長ウォルターから貰った「ブリテン人の言葉で書かれたかなり古代の本」をラテン語に翻訳したと主張したが、その話を真に受ける研究者はほとんどいない。書かれていることのほとんどはギルダスが6世紀に書いた『ブリトン人の没落』や8世紀、ベーダの『イングランド教会史』、9世紀のネンニウス作とされる『ブリトン人の歴史』、10世紀の『カンブリア年代記』、中世ウェールズの『 Genealogies』と王の一覧、タリエシンの詩、ウェールズの民話『キルッフとオルウェン』、中世ウェールズの聖人伝のいくつかを材源とし、ジェフリーの想像力で拡大させ、繋がりのある物語にしたものである。

## 影響
ジェフリーのこの書は、ブリテンの多くの伝説・文学、ウェールズの吟遊詩人（Bard）に基づいている。
中世盛期にとても人気で、ニューバラのウィリアム（William of Newburgh）やウェールズのジェラルド（Gerald of Wales）らの批判があったにもかかわらず、アングロサクソン時代とそれ以前のブリテン史観に革命をもたらした。とくにマーリンの予言は後の時代にさかんに引かれた。例を挙げると、たとえば、エドワード1世とその後継者たちの時代、イングランドのスコットランドへの影響について、双方がそれを利用した。
『ブリタニア列王史』は1155年、ウァースによってアングロ＝ノルマン語（アングロ・フランス語）韻文に翻訳され（『ブリュ物語』）、13世紀初期にはラヤモン（Layamon）が中英語韻文に（『ブルート（Brut）』）、13世紀の終わりまでには異なる3つのウェールズ語散文に、それぞれ翻訳された。ウェールズ語散文訳の1つは俗に『Brut Tysilio』と呼ばれ、1917年、考古学者Flinders Petrieによって逆にジェフリーが翻訳した古代のブリテンの本であると提起したが、『Brut Tysilio』自体にはオックスフォードのウォルターが昔ウェールズ語からラテン語に翻訳したものに基づいてラテン語から翻訳したものだと書いてある
しかし長きにわたって、『ブリタニア列王史』の内容は史実と受け取られ、16世紀にはラファエル・ホリンシェッドの『年代記（Chronicles）』に内容のほとんどが取り込まれた。
現代の歴史学者たちは『ブリタニア列王史』を、いくらかは中に事実も書かれているが、フィクションだと見なしている。ジョン・モリスはその著書『アーサーの時代（The Age of Arthur）』の中で、この本を「意図的な冗談」と呼んだが、その意見はオックスフォード助祭長ウォルターのことを1世紀後の風刺作家ウォルター・マップ（Walter Map）と誤認したことに基づいている。
大衆文化への影響は今なお続いていて、たとえば、メアリー・ステュアート（Mary Stewart）によるマーリンの小説、映画『エクスカリバー/聖剣伝説（Merlin）』では『ブリタニア列王史』は重要な要素を占めている。

## 写本の伝統とテキスト史
『ブリタニア列王史』の中世の写本は215冊が現存している。その多数は12世紀末までに写されたものである。古い写本には多くのテキストの相違が見つかる（たとえば俗に「第一の相違」とか）。それらは3つあると考えられる序文と特定のエピソードの有無である。特定の相違は元にした写本に「作者が」追加したためと思われるが、多くは初期のテキストの改訂、追加、編集を反映しているものと思われる。
これらの相違の謎を解いて、ジェフリーの書いた原文をつきとめるのは非常に時間がかかり、また複雑で、最近になって、ようやくテキストをめぐる困難さの範囲がわかった程度である。

## 内容
『ブリタニア列王史』は、（ローマ人によれば）トロイア戦争後イタリアに定住したトロイア人のアエネアスから始まる。その曾孫ブルータスは追放・放浪の後、女神ディアナの指示で西の海の島に定住し、自分の名をとってその島を「ブリテン」と名付けた。
以後、話は年代順にブリテンの王を語ってゆく。なお、特記ない限り、伝説上の人物である。
- ブルートゥス（ブルータス） - トロイ人。最初のブリテン王。
- ロクリヌス（ロクリナス） - その長男。ただしレグリア（イングランド）のみ統治し、カンブリア（ウェールズ）とアルバニア（スコットランド）はそれぞれ兄弟のカンベル（Camber）とアルバナクトゥス（Albanactus）が統治した。
- グエンドレナ（グウェンドリン） - その妻。裏切った夫を戦争で破り王位につく。
- マッダン - ロクリヌスとグウェンドリンの子。
- メンプリキウス - その子。
- エブラウクス（Ebraucus） - その子。
- 緑の楯のブルートゥス（Brutus Greenshield） - その子。
- レイル（Leil） - その子。
- ルッドフッド・フディブラス（Rud Hud Hudibras） - その子。
- ブラドッド - その子。魔法を使い、空を飛ぼうとした。
- レイア - その子。自分を愛していると言った3人の娘たちに国を分配する。ウィリアム・シェイクスピアの悲劇『リア王』の題材となった。
- コルデイラ（コルデリア）（Cordelia） - その末娘。
- クネダギウス（Cunedagius） - 伝説のコーンウォール公ヘンウィネスとレイアの娘でコルデリアの姉レガン（レガウ）の子。
- リウァロ（英語版）（Rivallo） - その子。
- グルグスティウス（Gurgustius） - その子。
- シシリウス1世（英語版）（Sisillius I）
- イアゴー（英語版）（Jago） - グルグスティウスの甥。
- キマルクス（英語版）（Kimarcus） - シシリウス1世の子。
- ゴルボドゥゴ（英語版）（ゴルボドゥク）（Gorboduc）
- フェレックス（英語版）（Ferrex）とポレックス1世（英語版）（Porrex I） - その子。内戦状態に。
- ドゥンワロ・モルムティウス（Dunvallo Molmutius） - コーンウォール王クロテニウス（クロテン）の子。「モルムティヌス法典（Molmutine Laws）」を編んだ。
- ベリヌス（Belinus）とブレンニウス（Brennius） - ともにドゥンワロの子。内戦を起こすが、和睦し、ローマを略奪した。（紀元前390年にローマを侵略したガリア人指導者ブレンヌスに基づいているものと考えられる）。
- グルグウィント・バルブトルック（Gurguit Barbtruc） - ベリヌスの子。
- グウィテリヌス（グウィテリン）（Guithelin）
- マルキア（Marcia） - その妻。
- シシリウス2世（Sisillius II） - グウィテリンとマルキアの子。
- キナリウス（Kinarius） - シシリィウス2世の子。
- ダニウス（Danius） - その兄弟。シシリウス2世の子。
- モルウィドゥス（Morvidus） - その非嫡出子。
- ゴルボニアヌス（Gorbonianus） - その長男。
- アルトガロ（Archgallo） - その弟。モルウィドゥスの次男。
- エリドゥルス（Elidurus） - その弟。モルウィドゥスの三男。
- アルトガロ（復位）
- エリドゥルス（復位）
- インゲニウス（Ingenius） - その弟。モルウィドゥスの四男。
- ペレドゥルス（Peredurus） - その弟。モルウィドゥスの五男。
- エリドゥルス（復位）
- ゴルボニアヌスの子（Son of Gorbonianus）
- マルガヌス2世（Marganus II） - アルトガロの子。
- エンニアウヌス（Enniaunus） - その兄弟。アルトガロの子。
- イドウァリウス（イドウァロ）（Idvallo） - インゲニウスの子。
- ルノー（Runo） - ペレドゥルスの子。
- ゲレンヌス（Gerennus） - エリドゥルスの子。
- カテルス（Catellus） - その子。
- ミリウス（Millus） - その子。
- ポレックス2世（Porrex II） - その子。
- ケリン（Cherin） - その子。
- フルゲニウス（Fulgenius） - その長男。
- エダドゥス（Edadus） - その弟。ケリンの次男。
- アンドラギウス（Andragius） - その弟。ケリンの一番若い息子。
- ウリアヌス（Urianus） - その子。
- エリウド（Eliud）
- クレダウクス（Cledaucus）
- クロテヌス（Clotenus）
- グルギンティウス（Gurgintius）
- メリアヌス（Merianus）
- ブレドゥド（Bledudo）
- カプ（Cap）
- オエヌス（Oenus）
- シシリウス3世（Sisillius III）
- ブレドガブレド（ベルドガブレド）（Beldgabred）
- アルトマイル（Archmail） - その兄弟。
- エルドル（Eldol）
- レディオン（レドン）（Redon）
- レデキウス（Redechius）
- サムイル・ペニッセル（Samuil Penissel） - ローマ統治時代の実在のブリトン人王（5世紀）と同名。または、サムイルとペニッセルの2代の人物。
- ピル（Pir）
- カポイル（Capoir）
- クリグウェイルス（ディグエイリウス）（Digueillus）
- ヘリ（Heli） - その子。
- ルッド - その子。
- カッシベラヌス（カッシベラウヌス） - ブリテンへ侵略したカエサル率いるローマ軍と戦った。実在のカトゥウェッラウニ族（Catuvellauni）の王で、Beli Mawrの子。ただし、ジェフリーはヘリの子としている。『マビノギオン』や『ウェールズのトライアド』では「カスワッラウン（Caswallawn）」と呼ばれる。
- テヌアンティウス（Tenvantius） - 実在のカトゥエラニ王。ジェフリーはルッドの子としている。
- キンベリヌス - その子。実在の人物。シェイクスピア『シンベリン』の素になった人物。
- グウィデルス（グウィデリウス）（Guiderius） - その長男。クラウディウスの侵略（43年）に抵抗する。
- アルウィラグス（Arvirargus） - 実在の人物だった可能性がある。ジェフリーはグウィデリウスの弟としている。
- マリウス（Marius） - その子。
- コイルス（Coilus） - その子。
- ルキウス（Lucius） - その子。ブリテン王最初のキリスト教徒。
- バッシアヌス（カラカラ） - 実在のローマ皇帝（188年 - 217年）。
- カラウシウス（Carausius） - 実在のローマ人ブリタニア帝国皇帝（在位：286年 - 293年）。
- アレクトゥス（Allectus） - 実在のローマ人ブリタニア帝国皇帝（在位：293年 - 296年）。
- ユリウス・アスクレピオドトゥス（Julius Asclepiodotus） - 実在のローマの執政官。
- コエル（コオル）
- コンスタンティヌス（コンスタンティウス・クロルス） - 実在のローマ帝国皇帝（250年 - 306年）。
- コンスタンティヌス（コンスタンティヌス1世） - その子。実在のローマ帝国皇帝（272年頃 - 337年）。
- オクタウィウス（Octavius）
- トラヘルン（Trahern） - コオルの兄弟。
- オクタウィウス（復位）
- マクシミアヌス（マグヌス・マクシムス）（Magnus Maximus） - 実在の西ローマ帝国皇帝（335年頃 - 388年）。
- カラドクス（Caradocus） - マクシミアヌスの不在に王になる。
- ディオノトゥス（Dionotus）
- グラティアヌス（Gracianus Municeps）
- コンスタンティアヌス2世（コンスタンティヌス3世）（Constantine III） - 実在の西ローマ帝国皇帝（統治：407年 - 411年）。
- コンスタンス（Constans II）　- 実在の西ローマ帝国簒奪者（在位：407年 - 411年）。コンスタンティアヌス２世の長男。
- ウォルティギルヌス（ヴォーティガン）（Vortigern） - ローマが去り、ブリテン人の王が権力を取り戻す。ヘンギストゥス（ヘンジスト、Hengest）とホルサ（ホーサ、Horsa）に率いられたサクソン人を傭兵として招くが、サクソン人たちはウォルティギルヌスに対して蜂起する。以後、ブリテン人とサクセン人との戦いは続く。
- ウォルティメル（Vortimer）
- ウォルティギルヌス（復位）
- アウレリウス・アンブロシウス（アンブロシウス・アウレリアヌス） - コンスタンティアヌス2世の次男。
- ウーテル・ペンドラゴン - その弟。魔術師メルリヌス（マーリン）が補佐。
- アルトゥールス（アーサー） - ウーテルの子。サクソン人を破る。アルトゥールスは北ヨーロッパの大部分を征服し、平和の時が訪れる。ローマ皇帝ルキウス・ティベリウス（Lucius Tiberius。架空の人物）がブリテンに対してローマに貢ぎ物をするよう要求する。アルトゥールスはルキウスをガリアで破るが、甥のモードレドゥス（モルドレッド）がアルトゥールスの不在中に王位を簒奪する。アルトゥールスは帰国し、モードレドゥスを殺害。しかし自分も傷つきアヴァロンの島に運ばれる。
- コンスタンティヌス3世（Constantine III） - その従兄弟。伝説のコーンウォール公カドル（カドール、Cador）の子。
- アウレリウス・コナヌス（Aurelius Conanus） - 実在のグエント王（Kingdom of Gwent）あるいはパウィス王（Kingdom of Powys）Aurelius Caninus（6世紀）。
- ウォルティポリウス（Vortiporius） - 実在のダヴェド王（Dyfed）（6世紀）。
- マルゴー（Malgo） - 実在のグウィネズ王（Kingdom of Gwynedd）Maelgwn Gwynedd（6世紀）。
- カレティクス（Keredic）
- カドウァヌス - 実在のグウィネズ王カドヴァン・アプ・イアゴ（7世紀）。
- カドウァロ（Cadwallo） - その子。実在のグウィネズ王Cadwallon ap Cadfan（634年没）。
- カドウァラドルス（Cadwallader） - 最後のブリテン王。実在のグウィネズ王Cadwaladr ap Cadwallon（7世紀）。以降、サクソン人（イギリス人）がブリテンを支配する。

### 日本語訳テキスト
- ジェフリー・オヴ・モンマス『ブリタニア列王史 : アーサー王ロマンス原拠の書』瀬谷幸男訳、南雲堂フェニックス、2007年。ISBN 9784888963886。
  - 改訂新版・ちくま学芸文庫、2025年8月。ISBN 978-4480513106